# 鄂爾多斯國際賽車場

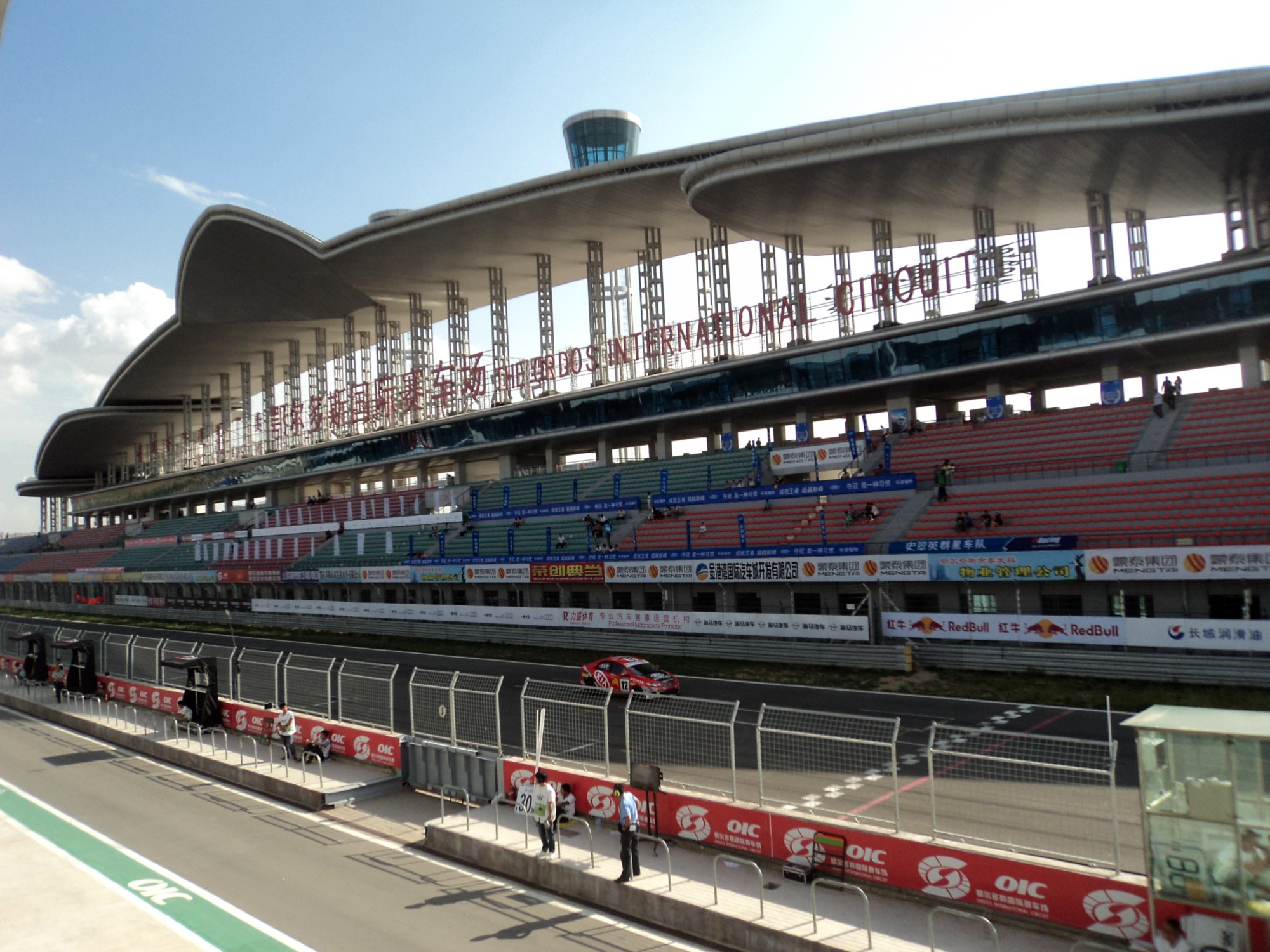
鄂爾多斯國際賽車場主看台。

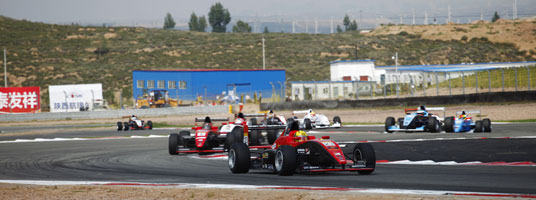
青年方程式賽事在鄂爾多斯國際賽車場進行中。

鄂爾多斯國際賽車場, 又名豪霆鄂尔多斯国际赛车场, 在2010年建成，是位於中國內蒙古鄂爾多斯康巴什地區的一個賽車場。它曾經在2010年主辦過中國房車錦標賽、尚酷R杯、和超級聯賽方程式。 賽道全長3.751 km（2.331 mi）及有18個彎道。
江騰一是第一位在鄂爾多斯賽車場勝出比賽的賽車手。他駕駛福特福克斯勝出了中國房車錦標賽的第一回合賽事。
英國車手本·漢利成為了第一位在此勝出國際賽事的車手。在2010年10月3日，他為奧林比亞高斯車隊在此勝出了兩場超級聯賽方程式賽事的第一場。
2011年，鄂爾多斯國際賽車場獲得了國際汽車聯盟包括於2011年度的國際汽車聯合會房車錦標賽之中。

## 外部連結
- 官方網站

39°37′19″N 109°52′15″E / 39.62194°N 109.87083°E